# Avatxinski
L'Avatxinski (en rus, Авачинская сопка, literalment Avatxinskaia sopka; també dit Авача, Avatxa) és un volcà de Rússia situat al sud de la península de Kamtxatka, al territori homònim.

## Geografia

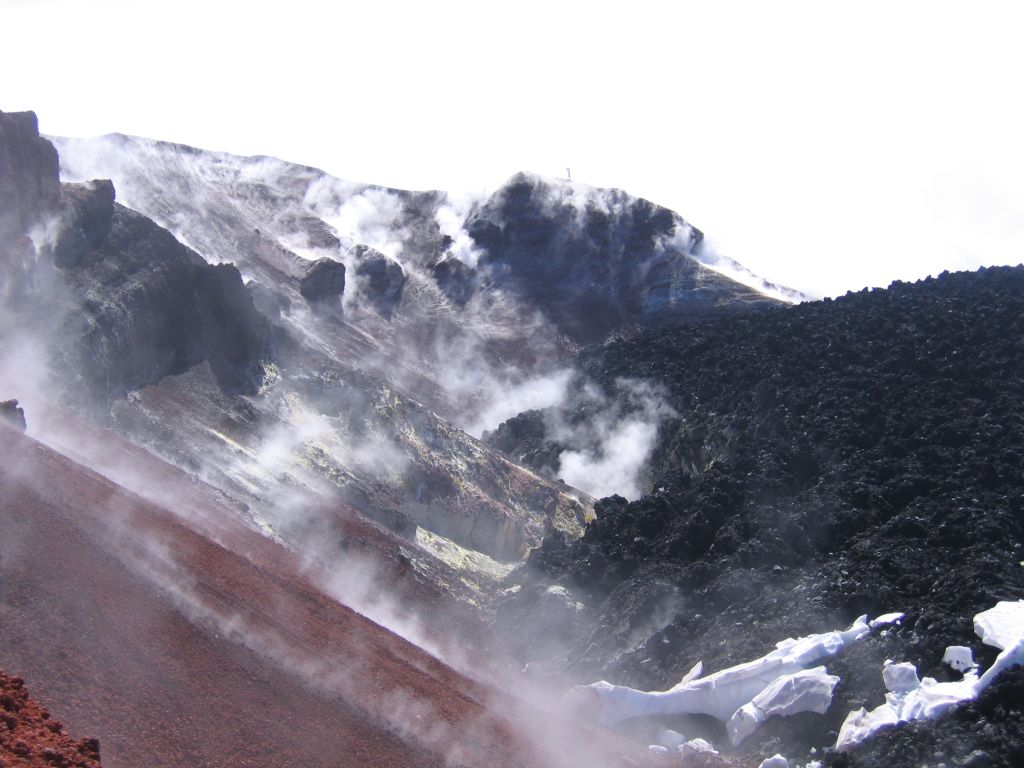
Vista de l'interior del cràter de l'Avatxinski

L'Avatxinski està situat al grup volcànic d'Avatxinskaia, al sud de la península de Kamtxatka, d'on és un dels cims principals junt amb el veí volcà de Koriakski. Al sud-est, la muntanya toca l'oceà Pacífic, al nord-oest s'hi troba el Koriakski i al sud-oest hi creix la ciutat de Petropàvlovsk-Kamtxatski, capital del krai de Kamtxatka.
La muntanya té una alçada de 2.741 metres i una forma de con amb els vessants regularment inscrits en una caldera amb forma de ferradura que s'obre cap al sud-oest. El cim està flanquejat al sud-est pel Kozelski, una boca eruptiva lateral formada per un cràter obert cap al nord-est.
L'Avatxinski està classificat com a estratovolcà i forma part de l'anomenat cinturó de foc del Pacífic. Les seves erupcions, de tipus explosiu, permeten incloure'l a la categoria dels volcans grisos. Les seves erupcions produeixen doms de lava, flux piroclàstic i núvols de cendra, així com petites colades i lahars, que són canalitzats cap al sud-oest pels límits que imposa la caldera.

## Història

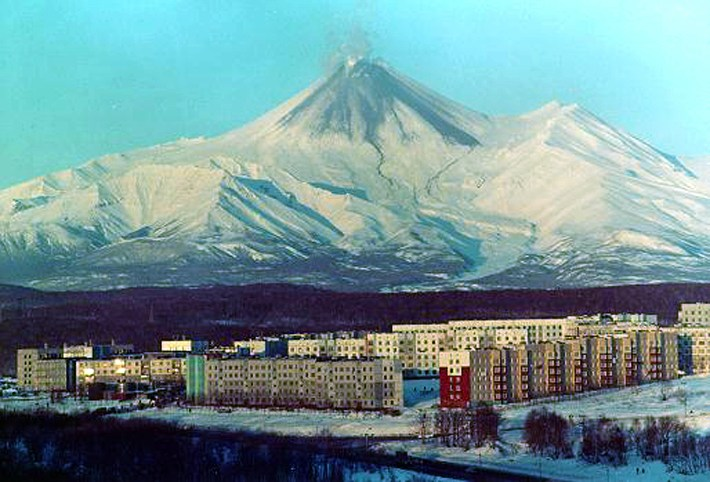
L'Avatxinski amb la ciutat de Petropàvlovsk-Kamtxatski en primer terme

L'Avatxinski va sorgir cap a mitjans o finals del Plistocè. Fa trenta o quaranta mil anys, durant una brutal erupció, es va formar la caldera amb forma de ferradura oberta cap al sud-oest, alhora que els materials sorgits del volcà sepultaren una superfície de 500 km², inclòs l'emplaçament de l'actual ciutat de Petropàvlovsk-Kamtxatski. A l'interior d'aquesta caldera, es tornà a formar l'estratovolcà actual en dues fases: la primera s'inicià fa 18.000 anys i la segona, fa uns 7.000 anys.
La majoria de les erupcions de l'Avatxinski tenen un índex d'explosibilitat volcànica entre 1 i 3, però en alguns casos s'ha arribat fins al nivell 4, com ara en les erupcions del 25 de febrer del 1945, del 26 de març del 1926 i el 14 de març del 1927, o també la del 27 al 29 de juny del 1927, per citar-ne només les més recents. Algunes erupcions assoliren fins i tot el nivell 5, tal com s'ha calculat pels episodis del 5980 aC, del 4340 aC, del 3200 aC o l'erupció del 1500 aC. Una de les erupcions més recents, la del 13 al 30 de gener del 1991, va donar origen al dom actual, el volum del qual s'estima en deu milions de quilòmetres cúbics. En total, des que es disposa de registres, el volcà ha entrat en erupció fins a 16 vegades, la darrera de les quals, el 2001.
Cap erupció va produir grans destrosses materials o víctimes humanes, però la proximitat dels volcans Avatxinski i Koriakski a la ciutat de Petropàvlovsk-Kamtxatski, la major població i capital del krai de Kamtxatka, així com la naturalesa explosiva de les seves erupcions va portar els vulcanòlegs a incloure ambdós, de manera conjunta, a la llista dels Volcans de la dècada.